# Ami Koita
Ami Koita (Djoliba, 1952), apodada la diva de la música mandinga, es una cantante maliense.

## Biografía
Nació en una aldea llamada Djoliba,
en el centro-suroeste del Sudán francés (colonia del Imperio francés entre 1879 y 1960), a 40 km al sudoeste de Bamako (capital de Malí), en el corazón del mandé profundo, en las orillas del río Níger y unas horas a pie de Guinea.
Su familia tenía una larga tradición de yelís (o griots: bardos, poetas y narradores callejeros),
en la cultura mandinga (y dentro de ella de los bambara).
Su madre venía de Kirina, sitio de la famosa batalla del emperador Sundiata Keita (1190-1255) en el siglo XIII.
Está orgullosa de sus orígenes puros mandingo. Ella perdió a su padre desde la edad de 3 años. Este último, Bengaly Fode Koita, tradicionalista de línea pura, fue muy conocido en Malí por su contribución a la narración de los hechos de los reyes históricos mandé como Sundiata Keita, de las diferentes batallas libradas por los señores de la guerra como Samory Touré (1830-1900), Babemba (rey de Sikasso), Tiramangan Traoré, Fakoly Dumbia (siglo XIII), El Hadj Umar Tall, etc.
Tanto su padre como su madre eran griots.
Su padre, para salvar la vida del antiguo jefe de la aldea Djoliba, hizo el voto de que si este moría él no volvería a cantar nunca más en su vida. Así que Amy nunca escuchó a su padre cantar. Además él falleció cuando ella tenía tres años.
A la muerte de su padre, se trasladó a Bamako con su madre, pero siempre mantendría un estrecho vínculo con Djoliba. Su abuela, que murió centenaria en 1992, fue una fuente constante de inspiración y un modelo de pureza mandinga, en oposición al idioma y a la cultura francesa de las ciudades, que Amy considera una cultura bastarda.
Su tío Wa Kamissoko, hermano de su madre, fue un historiador de fama internacional por haber escrito sobre la historia de los mandingas, y fue publicado bajo el título Les grandes gestes du Mali (‘las grandes gestas de Malí’), de Youssouf Tata Cissé (1935-2013).
De su madre aprendió cómo cantar y cómo realizar las fluctuaciones vocales tan importantes para los griots.
De su abuela aprendió el comportamiento, la sensibilidad y el respeto a la tradición.
De su tío, Wa Kamissoko, aprendió las historias de su pueblo, sin deformaciones.
El 24 de noviembre de 1958 ―cuando Ami Koita tenía seis años de edad―, su país se declaró República Sudanesa, dentro todavía de la Comunidad Francesa. El país se independizó completamente en septiembre de 1960, adoptando el nombre de República de Malí.

## Carrera
A los 12 años de edad, Amy ya es una codiciada estrella en fiestas.
Amy fue «descubierta» en 1966, durante un concurso de canto organizado en Malí para reclutar a las mejores voces y conocedores de la historia de Malí, para el Ensamble Instrumental Nacional de Malí.
A los 17 años, se unió al ensamble, con el que recorrió el mundo. Con este conjunto instrumental también realizó sus primeros álbumes, en el estudio de grabación de la Radio Malí.
En 1977, en el Festival des Arts Nègres (Festival de Artes Negras) en la ciudad de Lagos (Nigeria) cantó junto a los cantantes más importantes de África, entre ellos el joven guineano Sory Kandia Kouyaté (quien fallecería ese mismo año, 1977). Al regresar a Malí, abandonó el Ensamble Instrumental Nacional para iniciar una carrera solista.
En 1978 publicó su primera casete. Hasta entonces los griots solo podían ser producidos por patrocinadores privados. Amy fue uno de los primeros artistas que revirtieron esa costumbre comercial.
En 2002 participó como ella misma en el documental alemán de televisión Im Herzen des Lichts - Die Nacht der Primadonnen (‘en el corazón de la luz: la noche de las divas’).
La Unesco le entregó el premio Félix Houphouët Boigny, en presencia de los presidentes François Mitterrand (de Francia), Mario Soares (de Portugal), la reina Beatriz (de los Países Bajos), Jacques Chirac y Federico Mayor (secretario general de la UNESCO) y un jurado compuesto por treinta personalidades eminentes de la prensa política, científica, económica, cultural e internacional.

## La condición de layelimusa(griot [historiador en verso] femenino que canta)
Los griots son un elemento esencial en todos los grandes ritos de paso en el África occidental: nacimientos, ceremonias de circuncisión, bodas, honores y funerales. Por lo general se les paga bien por sus servicios. De acuerdo con el etnomusicólogo francés Tolia Nikiprovetzki (1916-1997), la creencia común es que los «honorarios exorbitantes de los griots son la razón de que el matrimonio se haya convertido, sin duda, en la ceremonia económicamente más ruinosa de todas las ceremonias tradicionales».
Ami Koita es analfabeta y habla en su lengua materna, el bambara y un poco en francés (el único idioma oficial de Malí).
Koita afirma que tradicionalmente nunca fue raro que una mujer fuera yelimuso (una griot [historiadora en verso] que canta).

Comenzó con nuestros antepasados: los varones contaban la Historia, y las mujeres la cantaban. Mi madre y mi abuela todavía cantan.
Ami Koita

Cuando canto, la gente espera que mis canciones tengan un significado profundo. En los viejos tiempos era como el rey que tiene sus asesores o consejeros a su alrededor. Ese era el papel del griot.
Ami Koita

Mi abuela cantaba canciones acerca de la naturaleza humana y daba lecciones sobre qué hacer y qué no hacer. Mis canciones utilizan los mismos temas, pero también he utilizado violín y otros instrumentos occidentales, por lo que el estilo ha cambiado exteriormente. Incluso se pueden escuchar en una discoteca, pero aun así utilizo los mismos temas que las canciones de mi madre y de mi abuela.
Ami Koita

La canción que lanzó la carrera internacional de Ami Koita se llama «Amor», en un país en el que la mayoría de los matrimonios son arreglados por los padres.

Puedo hablar del amor porque, incluso cuando los matrimonios son arreglados, [la canción] puede hacer que la gente piensa acerca de estos matrimonios forzados, y eso puede desencadenar lecciones. Creo que las cosas están evolucionando. En el pasado los matrimonios siempre eran obligados, hoy cada vez son menos. Cuando canto una canción como «Amor», envío un mensaje al pueblo y cuestiono algunas de esas tradiciones. [...]

El trabajo de un griot no es criticar, sino simplemente ser un defensor de las tradiciones. Lo que yo diría que los niños pequeños es pensar en el mañana y preservar sus tradiciones. Nuestro papel es el de educar a la gente, y los que vengan después también cuestionarán cosas que hoy aceptamos. Yo canto sobre un montón de cosas en mis canciones, sobre el egoísmo, sobre la relación entre el hombre y la mujer.
Ami Koita

Uno de los temas más controvertidos en este país musulmán es el de la circuncisión femenina, y Ami Koita dice que en sus canciones ella no evita abordar este tema tabú:

Estoy en contra de la circuncisión y creo que es en interés de la sociedad no practicar la circuncisión. El papel de un griot es decir la verdad y yo puedo cantar en contra de la circuncisión, pero no de una manera que choque a la gente. Se puede decir la verdad, pero sin herir los sentimientos de las personas. Hay maneras de decir cualquier cosa.
Ami Koita

Ami Koita recibe muchos presentes de sus admiradores, dinero, regalos y hasta niños para que críe en su casa. Ella considera que tal apoyo económico es muy liberador ya que significa que no tiene que depender únicamente de las regalías de sus álbumes ni de sus contratos de recitales.
El canto, las letras, la lucha por la igualdad de género, y la presencia política de Koita la ha convertido en un modelo que siguen todas las mujeres contemporáneas de Malí.

Estoy orgullosa de ser una griot: me he vuelto un pájaro y vuelo por encima de la gente.
Ami Koita

## Álbumes
Ami Koita ha publicado unos 15 álbumes, cuatro de ellos con la empresa discográfica francesa Melodie y uno por Sonodisc.
- 1976: Bomboli Niaré[8]
- 1978: Néné Daou
- 1986: Tata Sira
- 1988: Nakan
- 1989: Mory djo
- 1989: Mamaya
- 1992: Djamba kono
- 1994: Songs of Praise
- 1995: Carthage
- 1997: Djiguy
- 2000: Sarama
- 2003: Africawé
- 2004: Best of
- 2004: Sanou Lolo
- 2006: Classics Titles